# Хайрхандулаан
Хайрхандулаан (монг.: Хайрхандулаан) — сомон аймаку Увс, Монголія. Площа 4,1 тис. км², населення 4,5 тис. Центр сомону селище Марзат лежить за 503 км від Улан-Батора, за 73 км від міста Улаангом.

## Рельєф
На півночі гори Ханхугшин (2978 м), Аргат (2909 м), Мурен бухт (2547 м), на півдні хребти Ошег (2336 м), Іх Тевш (1859 м), у центральній частині долини Теел, Аргуйт, Гун нарий, муруй, на півдні степові долини Гучин, Хар нуден. Річки Аргуйт, Теел, Муруй, Гун нарий, Хардел та їхні притоки.

## Клімат
Клімат різко континентальний. Щорічні опади 380 мм, середня температура січня −20°С, середня температура липня +16°+18°С.

## Природа
Водяться вовки, лисиці, тарбагани, дикі кози, аргалі, корсаки, манули, зайці.

## Корисні копалини
Сомон багатий на кам'яне вугілля, золото, біотит, залізну руду, будівельну сировину.

## Соціальна сфера
Є школа, лікарня, сфера обслуговування, майстерні.